# Seznam českých židovských příjmení
Toto je seznam příjmení československých osob židovského původu v českém Protektorátu, zasažených holocaustem; do jisté míry tak může být považován za seznam českých židovských příjmení (do r. 1945). Příjmení jsou zde uvedena v mužském tvaru, bez přechýlené ženské podoby.
Mezi Židy na českém území bylo historicky zaznamenáno přes 12 000 různých příjmení; tento seznam, založený na jménech českých obětí holocaustu (1942–1945), zahrnuje 1 621 nejčetnějších příjmení. Ze statistického hlediska je přirozené, že seznam obsahuje i příjmení, jež mohou být vlastní zároveň i lidem bez židovských kořenů.
Příjmení s nejméně 100 nositeli (buď mužskými, nebo ženskými (ne však dohromady); v cca 80tisícovém korpusu) jsou psána velkým písmem (46×), tučně příjmení s nejméně 25 nositeli (242×), standardním písmem pak příjmení s nejméně 5 nositeli (1 333×).

## A
- Abeles
- Abrahamsohn
- Ackerman
- Adel
- Adler
- Agular
- Albrecht
- Alexander
- Allerhand
- Allina
- Alt
- Altar
- Altenstein
- Alter
- Altman
- Altmann
- Altschul
- Andres
- Anspach
- Antscherl
- Appel
- Appelfeld
- Arent
- Arndt
- Arnstein
- Aron
- Aronsohn
- Ascher
- Aschermann
- Aschkenes
- Auer
- Auerbach
- Aufrecht
- Aufricht
- Aufrichtig
- Austerlitz

## B
- Baar
- Back
- Bäck
- Bader
- Baderle
- Baer
- Bach
- Bacharach
- Bachner
- Bachrach
- Baier
- Ball
- Bamberger
- Bandler
- Bär
- Baran
- Barber
- Barbier
- Bardach
- Baron
- Barth
- Baru
- Baruch
- Basch
- Bass
- Batsch
- Bauer
- Baum
- Baumann
- Bäumel
- Baumgarten
- Bäuml
- Bayer
- Beamt
- Beck
- Becker
- Beckmann
- Beer
- Běhal
- Behr
- Behrendt
- Beinkoles
- Bejkovský
- Bellak
- Benda
- Bender
- Benedikt
- Benesch
- Beneš
- Benisch
- Benjamin
- Beran
- Berg
- Bergel
- Berger
- Bergler
- Bergman
- Bergmann
- Bergwein
- Berkovič
- Berl
- Bermann
- Bernard
- Berner
- Bernhard
- Bernstein
- Beutler
- Bick
- Bienenfeld
- Bier
- Birnbaum
- Bischitzký
- Bittermann
- Bittman
- Bittner
- Black
- Blass
- Blatt
- Blau
- Blažek
- Bleier
- Bleichfeld
- Bleyer
- Blitz
- Block
- Bloch
- Blonský
- Blum
- Blumenfeld
- Blumenthal
- Bobasch
- Bock
- Böck
- Bodanský
- Bodascher
- Bodenheimer
- Boehm
- Böhm
- Böhmer
- Bondi
- Bondy
- Borger
- Borges
- Bornstein
- Brada
- Brand
- Brandeis
- Brauer
- Brauch
- Braun
- Brauner
- Breda
- Brecher
- Breitenfeld
- Brenner
- Breslauer
- Bretisch
- Bretschneider
- Breuer
- Brief
- Brichta
- Brill
- Brock
- Brod
- Broda
- Brodawka
- Brody
- Broch
- Brok
- Broll
- Bronner
- Brössler
- Bruck
- Brück
- Bruckmann
- Bruckner
- Brückner
- Brüll
- Bruml
- Brumlík
- Brummel
- Brunn
- Brunner
- Budlovský
- Buchbinder
- Büchler
- Buchsbaum
- Buchwald
- Buchwalder
- Bukofzer
- Bunzl
- Burger
- Burian
- Busch
- Bustin
- Butschowitz
- Buxbaum

## C
- Cahn
- Cassirer
- Cohen
- Cohn
- Czech
- Czuczka

## Č
- Čapek
- Čech
- Červenka
- Červinka

## D
- Daniel
- Danzer
- Danziger
- David
- Davids
- Davidsohn
- Davidson
- Deiml
- Deutelbaum
- Deutsch
- Deutschmann
- Diamant
- Doktor
- Donát
- Donath
- Donnebaum
- Dörfler
- Drechsler
- Dresdner
- Drucker
- Dub
- Dubský
- Dukes
- Dux

## E
- Ebel
- Eben
- Eckstein
- Edelmann
- Edelstein
- Eger
- Egger
- Ehrenfest
- Ehrenhaft
- Ehrenreich
- Ehrlich
- Ehrmann
- Eichenbaum
- Eichler
- Eichner
- Eisenmann
- Eisenschiml
- Eisenstein
- Eisinger
- Eisler
- Eisner
- Ekstein
- Elbogen
- Elias
- Elkan
- Ellinger
- Elsner
- Engel
- Engelmann
- Engelsmann
- Engelsrath
- Engländer
- Ephraim
- Epstein
- Ernst
- Ettinger

## F
- Fabian
- Fahn
- Falk
- Falkenstein
- Faltin
- Faltitschek
- Fanta
- Fantes
- Fantl
- Färber
- Farkaš
- Feder
- Federer
- Federmann
- Feig
- Feigl
- Fein
- Feinberg
- Feiner
- Feldblum
- Feldmann
- Feldstein
- Felix
- Felsenberg
- Ferd
- Ferda
- Fessler
- Fest
- Feuer
- Feuerstein
- Fiala
- Fialla
- Finger
- Fink
- Finkelstein
- Fisch
- Fischel
- Fischer
- Fischgrund
- Fischhof
- Fischl
- Fischmann
- Fišer
- Fixler
- Flaschner
- Flatow
- Flaumenhaft
- Fleischer
- Fleischl
- Fleischmann
- Fleischner
- Fleissig
- Flesch
- Flinder
- Flor
- Fluss
- Flusser
- Folkmann
- Forscher
- Förster
- Fraenkel
- Frank
- Fränkel
- Frankenbusch
- Frankenstein
- Frankfurter
- Frankl
- Fränkl
- Frankmann
- Frei
- Freiberger
- Freiler
- Freimuth
- Freitag
- Frenkel
- Freud
- Freudenfeld
- Freund
- Frey
- Fried
- Friedeberg
- Friedl
- Friedländer
- Friedler
- Friedman
- Friedmann
- Friedner
- Friem
- Fries
- Frisch
- Frischauer
- Frischmann
- Frišman
- Fröhlich
- Fromm
- Fuhrmann
- Fuchs
- Funkenstein
- Furcht
- Fürnberg
- Fürst
- Fürth
- Fuss

## G
- Gach
- Galli
- Gallia
- Gallus
- Gänger
- Gans
- Gansel
- Ganz
- Garai
- Gartenzaun
- Gartner
- Gärtner
- Geduldiger
- Gehorsam
- Geiger
- Geiringer
- Gelb
- Gelber
- Gelbkopf
- Gellner
- Gerad
- Gerber
- Gerson
- Gerstel
- Gerstl
- Gerstmann
- Gessler
- Getreuer
- Gewürz
- Gibian
- Glas
- Glaser
- Glasner
- Glass
- Glässner
- Glauber
- Glesinger
- Glück
- Glückauf
- Glücklich
- Glückner
- Glückselig
- Glücksmann
- Gold
- Goldberg
- Goldberger
- Goldfinger
- Goldflamm
- Goldman
- Goldmann
- Goldner
- Goldreich
- Goldscheider
- Goldschmid
- Goldschmidt
- Goldschmied
- Goldstein
- Goliath
- Gottesmann
- Gottfried
- Gottlieb
- Gottlieber
- Gottlob
- Gottschalk
- Götz
- Götzl
- Götzlinger
- Grab
- Graetzer
- Graf
- Grätzer
- Grauer
- Graul
- Grim
- Grimm
- Grodecký
- Gröger
- Gronner
- Gross
- Grosser
- Grosslicht
- Grossmann
- Grosz
- Grotte
- Gruber
- Grün
- Grünbaum
- Grünberg
- Grünberger
- Grünebaum
- Grüneberg
- Grünewald
- Grünfeld
- Grünhut
- Grünstein
- Grünthal
- Grünwald
- Grünzweig
- Grynberg
- Guggenheim
- Gumpert
- Günsberger
- Günsburg
- Günstling
- Gut
- Gutfreund
- Guth
- Gütig
- Gutmann
- Guttmann
- Gutwillig

## H
- Haas
- Haber
- Haberfeld
- Hacker
- Hahn
- Haim
- Hajek
- Hájek
- Halberstadt
- Haller
- Halpern
- Hamburger
- Hamlisch
- Hammerschlag
- Hanák
- Hansel
- Harpmann
- Hartmann
- Hasenberg
- Hatschek
- Haupt
- Hauser
- Hausmann
- Hausner
- Häutler
- Hayek
- Hecht
- Hechter
- Heilbronn
- Heilbrunn
- Heilig
- Heilpern
- Heim
- Heimann
- Heimer
- Hein
- Heinemann
- Heinrich
- Heitler
- Heitlinger
- Hekš
- Heller
- Hellmann
- Herlinger
- Herman
- Hermann
- Herrmann
- Hersch
- Herschel
- Herschmann
- Herškovič
- Hertz
- Herz
- Herzberg
- Herzfeld
- Herzig
- Herzka
- Herzog
- Heský
- Hess
- Heumann
- Heymann
- Hilfstein
- Hirsch
- Hirschberg
- Hirschel
- Hirschfeld
- Hitschmann
- Hitz
- Hlaváč
- Hoffer
- Hoffmann
- Hofmann
- Hoch
- Hochberg
- Hochmann
- Hochner
- Hochwald
- Hojda
- Hojtasch
- Hojtaš
- Holländer
- Holub
- Holz
- Holzbauer
- Holzer
- Holzmann
- Holzner
- Hönig
- Honig
- Hönigsfeld
- Horn
- Horner
- Hornung
- Horowitz
- Horwitz
- Hostovský
- Huber
- Hübsch
- Hübscher
- Huller
- Humburger
- Huppert
- Husenský
- Huschak
- Huss
- Husserl
- Huth
- Hutter
- Hüttner

## Ch
- Charvát
- Chitz
- Chobotský

## I
- Iltis
- Immergut
- Inwald
- Ippen
- Isaak
- Israel
- Isternitz

## J
- Jacob
- Jacobi
- Jacobowitz
- Jacobs
- Jacobsohn
- Jacoby
- Jäger
- Jahoda
- Jakerle
- Jakob
- Janowitz
- Jarolím
- Jedlinský
- Jeiteles
- Jelinek
- Jelínek
- Jellinek
- Jilovský
- Jochowitz
- Jokl
- Jolesch
- Jonas
- Jontof
- Josef
- Joseph
- Jucker
- Juhn
- Jung
- Jungreis
- Justic
- Justitz

## K
- Kac
- Kačer
- Kafka
- Kahan
- Kahn
- Kaiser
- Kalb
- Kalina
- Kallmann
- Kandler
- Kann
- Kantor
- Kanturek
- Kaplan
- Kapper
- Karpe
- Karpel
- Karpeles
- Karpelis
- Karplus
- Kars
- Kassowitz
- Katscher
- Katz
- Katzenstein
- Kauder
- Kauders
- Käufler
- Kaufman
- Kaufmann
- Keller
- Kellner
- Kende
- Kern
- Kersten
- Kessler
- Kettner
- Kien
- Kirschner
- Kisch
- Klaber
- Kläger
- Klappholz
- Klar
- Klatscher
- Klaubauf
- Klauber
- Klaus
- Klausner
- Klebinder
- Kleemann
- Klein
- Kleinberger
- Kleiner
- Kleinmann
- Klement
- Klemperer
- Klempfner
- Klepetář
- Klimpl
- Klinenberger
- Klingenberger
- Klinger
- Kluger
- Knapp
- Knöpfelmacher
- Kobler
- Koblitz
- Kodiček
- Kohen
- Köhler
- Kohn
- Kohner
- Kohnstein
- Kohorn
- Kohut
- Koch
- Kolban
- Kolben
- Kolisch
- Koliš
- Kollin
- Kolliner
- Kollinský
- Kollmann
- Kominik
- Kompert
- König
- Königer
- Königsgarten
- Königstein
- Konirsch
- Konrad
- Konstandt
- Kopecký
- Kopp
- Koppel
- Kopperl
- Köppl
- Korálek
- Koref
- Koretz
- Koritschoner
- Korn
- Kornblüh
- Körner
- Kornfeld
- Kornhauser
- Kornitzer
- Kornstreicher
- Körper
- Koscherak
- Kosiner
- Kosta
- Košerák
- Kovanic
- Kowanitz
- Krafft
- Krakauer
- Král
- Kramer
- Krämer
- Krása
- Krasný
- Kraus
- Krauskopf
- Krausz
- Krebs
- Krieger
- Kronenberg
- Kubie
- Kuh
- Kuhn
- Kühnberg
- Küchler
- Kulka
- Kumermann
- Kummermann
- Künstler
- Kürschner
- Kurz
- Kurzweil
- Kussy

## L
- Lagus
- Lachmann
- Lamberg
- Lamm
- Lampel
- Lampl
- Landa
- Landau
- Landauer
- Landesmann
- Landsberg
- Landsberger
- Landsmann
- Lang
- Langbart
- Lange
- Langendorf
- Langer
- Länger
- Langfelder
- Langstein
- Langweil
- Lanzer
- Lappert
- Lasch
- Láska
- Lauber
- Lauer
- Laufer
- Lauscher
- Lavecký
- Lawetzký
- Lazar
- Lazarus
- Lažanský
- Lebenhart
- Ledeč
- Lederer
- Lefkovič
- Lehmann
- Lechner
- Leichter
- Leiner
- Leipen
- Leiser
- Leitner
- Lekner
- Lengsfeld
- Leon
- Lerner
- Leser
- Less
- Lesser
- Levi
- Levy
- Levie
- Levit
- Levitus
- Levý
- Lewin
- Lewinski
- Lewit
- Lewith
- Lewy
- Libochowitz
- Lieben
- Liebermann
- Liebert
- Liebl
- Liebreich
- Liebstein
- Licht
- Lichtenstein
- Lichtenstern
- Lichtig
- Lichtwitz
- Lilienfeld
- Lindenbaum
- Lindner
- Link
- Lion
- Lipa
- Lípa
- Lipner
- Lippmann
- Lipschitz
- Lissau
- Litten
- Littmann
- Littner
- Löb
- Löbenstein
- Löbl
- Löblowitz
- Löbner
- Loebl
- Loewy
- Löff
- Löffler
- London
- Löw
- Löwenbach
- Löwenbein
- Löwenberg
- Löwenrosen
- Löwensohn
- Löwenstein
- Löwenthal
- Löwi
- Löwidt
- Löwinger
- Löwit
- Löwith
- Löwner
- Löwy
- Luft
- Lüftschitz
- Lurie
- Lustig
- Lux

## M
- Maas
- Mahler
- Mahrer
- Maier
- Manasse
- Mandel
- Mandelbaum
- Mandelik
- Mändl
- Mandl
- Mandler
- Mann
- Mannheimer
- Marburg
- Marcus
- Marcuse
- Marek
- Margolius
- Margulies
- Mark
- Markus
- Marmorstein
- Marx
- März
- Masárek
- Mass
- Matzner
- Mauthner
- Mautner
- Max
- May
- Mayer
- Medak
- Mechner
- Meier
- Meisel
- Meisl
- Meissner
- Meitner
- Meller
- Mellion
- Melzer
- Mendel
- Mendelsohn
- Mendl
- Menzel
- Mermelstein
- Meth
- Metzger
- Metzker
- Metzl
- Meyer
- Meyers
- Michaelis
- Michalovský
- Michel
- Michelsohn
- Michelup
- Milrád
- Minich
- Minkus
- Mohr
- Moller
- Möller
- Moos
- Moravec
- Morawetz
- Morawitz
- Maisel
- Morgenstern
- Moritz
- Moser
- Moses
- Moškovič
- Mühlstein
- Müller
- Munk
- Münz
- Münzer

## N
- Nadelfest
- Nagel
- Nálos
- Nasch
- Nass
- Nassau
- Nathan
- Nettel
- Nettl
- Neu
- Neubach
- Neubauer
- Neuberger
- Neuern
- Neufeld
- Neugebauer
- Neugröschl
- Neuhaus
- Neumann
- Neumark
- Neuner
- Neurad
- Neuschul
- Neuspiel
- Neustadtl
- Neuwirth
- Nohel
- Novák[p. 2]
- Novotný[p. 2]
- Nussbaum

## O
- Oberländer
- Ofner
- Ohrenstein
- Olmert
- Oplatek
- Oplatka
- Oppenheim
- Oppenheimer
- Orlík
- Ornstein
- Osers
- Oster

## Ö
- Österreicher
- Östreicher

## P
- Pacovský
- Pachner
- Pächter
- Pam
- Parkus
- Pasch
- Passer
- Pater
- Pekárek
- Pelzmann
- Penižek
- Pentlička
- Pereles
- Pergamenter
- Perl
- Perschak
- Perutz
- Peters
- Petschau
- Pfeffer
- Philipp
- Pick
- Piesen
- Pichler
- Pimsenstein
- Pinkas
- Piowatý
- Pirak
- Pisinger
- Pisk
- Placzek
- Plaček
- Platovský
- Platschek
- Platzer
- Plaut
- Podiebrad
- Pohl
- Pokorný
- Poláček
- Polak
- Polák
- Pollak
- Polatschek
- Polesi
- Pollack
- Pollach
- Pollatschek
- Pollenz
- Polnauer
- Popovský
- Popper
- Porges
- Posamentir
- Posin
- Prager
- Präger
- Preis
- Preiss
- Premsler
- Pressburger
- Presser
- Pretzner
- Priester
- Prinz
- Procházka[p. 2]
- Propper
- Proskauer
- Pulgram

## Q
- Quittner

## R
- Rabl
- Rafael
- Raimann
- Rappaport
- Rattinger
- Raubitschek
- Raudnitz
- Rauch
- Rauchberger
- Reach
- Rederer
- Redlich
- Recht
- Rechts
- Reif
- Reich
- Reichenbaum
- Reicher
- Reichl
- Reichler
- Reichmann
- Reichner
- Reichsfeld
- Reimann
- Rein
- Reiner
- Reinhalt
- Reiniger
- Reinisch
- Reiniš
- Reis
- Reiser
- Reiss
- Reisz
- Reiter
- Reitler
- Reitmann
- Rezek
- Ribarsch
- Riegler
- Riemer
- Ries
- Riesenfeld
- Riess
- Richter
- Rind
- Rindler
- Rindskopf
- Ring
- Ringer
- Ritter
- Robert
- Robiček
- Röhr
- Roll
- Ronsburger
- Rose
- Rosen
- Rosenbach
- Rosenbaum
- Rosenberg
- Rosenberger
- Rosenblatt
- Rosenblum
- Rosenfeld
- Rosengarten
- Rosenkranz
- Rosenstein
- Rosenstock
- Rosenthal
- Rosenzweig
- Rosner
- Rössler
- Roth
- Rothenberg
- Rothschild
- Rotter
- Roubíček
- Robitschek
- Roubiček
- Roubitschek
- Ruben
- Rübenstein
- Rubin
- Rubinstein
- Rübner
- Rudolf
- Rufeisen
- Russ
- Ružek
- Růžička

## S
- Saar
- Sabat
- Sabath
- Sabl
- Sachs
- Sachsel
- Salinger
- Salm
- Salomon
- Salomonowicz
- Salomonowitz
- Salus
- Salz
- Salzer
- Samek
- Samisch
- Samson
- Samstag
- Samuel
- Sand
- Sander
- Sanders
- Sandler
- Sänger
- Sattler
- Satz
- Saudek
- Sauer
- Sax
- Saxl
- Seelig
- Seemann
- Segal
- Segall
- Seger
- Seidel
- Seidemann
- Seidl
- Seidler
- Seidner
- Seiner
- Selig
- Seliger
- Seligmann
- Selzer
- Schablin
- Schack
- Schafer
- Schäfer
- Schaffer
- Schäffer
- Schafranek
- Schächter
- Schalek
- Schall
- Schallinger
- Schanzer
- Schap
- Schapira
- Scharf
- Scharpner
- Schaufeld
- Scheck
- Schein
- Schenk
- Scherer
- Schermer
- Scheuer
- Schick
- Schiff
- Schiffler
- Schild
- Schiller
- Schimko
- Schimmerling
- Schindler
- Schladnich
- Schleifer
- Schleissner
- Schlesinger
- Schling
- Schloss
- Schlosser
- Schmeidler
- Schmid
- Schmidl
- Schmidt
- Schmitz
- Schmolka
- Schmulowitz
- Schnabel
- Schnabl
- Schneider
- Schnitzer
- Schnitzler
- Schnürer
- Schnurmacher
- Schoenbaum
- Schön
- Schönbaum
- Schönberger
- Schönfeld
- Schöngut
- Schönhof
- Schönmann
- Schönthal
- Schorr
- Schorsch
- Schostal
- Schrecker
- Schreiber
- Schreier
- Schrötter
- Schuber
- Schubert
- Schück
- Schulhof
- Schuller
- Schüller
- Schulz
- Schumann
- Schur
- Schuster
- Schütz
- Schwabach
- Schwager
- Schwartz
- Schwarz
- Schwarzbart
- Schwarzberg
- Schwarzkopf
- Schweinburg
- Schweizer
- Schwenk
- Siebenschein
- Siegel
- Siegler
- Sicher
- Silber
- Silberberg
- Silbermann
- Silberstein
- Silberstern
- Silbiger
- Simmel
- Simon
- Simons
- Simonsohn
- Sinaiberger
- Sinek
- Singer
- Sittig
- Skall
- Skutecký
- Sladkus
- Slatin
- Smetana
- Smrčka
- Sofer
- Soffer
- Solomon
- Sommer
- Sommerfeld
- Sonnenfeld
- Sonnenschein
- Soudek
- Soyka
- Späth
- Speier
- Spiegel
- Spiegl
- Spiegler
- Spielmann
- Spier
- Spira
- Spiro
- Spitz
- Spitzer
- Spitzkopf
- Springer
- Stadler
- Stahl
- Stampf
- Stark
- Stefanský
- Steidler
- Steier
- Steif
- Steiger
- Stein
- Steinberg
- Steindler
- Steiner
- Steinhardt
- Steinhart
- Steinhauer
- Steiniger
- Steinitz
- Steinreich
- Steinschneider
- Stern
- Sternberg
- Sternfeld
- Sternheim
- Sternlicht
- Sternschein
- Sternschuss
- Stettner
- Steuer
- Stiasný
- Stiassný
- Stingl
- Storch
- Stössel
- Stössler
- Strach
- Straka
- Strakosch
- Stránský
- Straschitz
- Straschnow
- Strass
- Strassmann
- Straus
- Strauss
- Sträussler
- Strebinger
- Strenitz
- Stricker
- Stross
- Stutz
- Subak
- Subert
- Suchařipa
- Suschitzký
- Süss
- Süsser
- Süsskind
- Süssland
- Süssmann
- Sušický
- Svoboda[p. 2]
- Synek

## Š
- Šidlof
- Šmolka
- Štastný
- Šťastný
- Štědrý
- Šulc
- Švarc

## T
- Tabak
- Tandler
- Tanzer
- Taub
- Tauber
- Tausk
- Tauský
- Tauss
- Taussig
- Taussik
- Teichner
- Teller
- Teltscher
- Tezner
- Thal
- Theimer
- Thein
- Theiner
- Theumann
- Thieben
- Thieberger
- Thierfeld
- Thorsch
- Ticho
- Tintner
- Tischler
- Tobias
- Toch
- Töpfer
- Tragatsch
- Tramer
- Traub
- Treichlinger
- Treulich
- Trieger
- Troller
- Tschiassný
- Turek
- Türk
- Türkel
- Turnauer
- Turnovský

## U
- Ullmann
- Ultmann
- Ungar
- Unger
- Urbach
- Utitz

## V
- Veit
- Vesecký
- Veselý[p. 2]
- Vielgut
- Vocásek
- Vodička
- Vogel
- Vogl
- Vohryzek
- Voss
- Votický
- Vrba
- Vrkoč

## W
- Wagner
- Wahle
- Wachsmann
- Wachtel
- Wachtl
- Waldek
- Waldmann
- Waldstein
- Wallach
- Waller
- Wallerstein
- Walter
- Wambach
- Wantoch
- Warschauer
- Wasserberger
- Wassermann
- Wassertrilling
- Wasservogel
- Weber
- Wedeles
- Wehle
- Wechsberg
- Wechsler
- Weidmann
- Weiger
- Weigert
- Weigl
- Weigner
- Weihs
- Weil
- Weiler
- Weinberg
- Weinberger
- Weiner
- Weinfeld
- Weingarten
- Weinheber
- Weiniger
- Weininger
- Weinreb
- Weinstein
- Weintraub
- Weis
- Weiser
- Weisl
- Weislitz
- Weiss
- Weisz
- Weissbarth
- Weissbartl
- Weissberger
- Weissel
- Weissenberg
- Weissenstein
- Weißenstein
- Weisskopf
- Weissmandl
- Weissmann
- Weitzmann
- Welleminský
- Wellisch
- Wengraf
- Wermuth
- Werner
- Wertheim
- Wertheimer
- Wesselý
- Widder
- Wieder
- Wien
- Wiener
- Wiesner
- Wilder
- Wilheim
- Wilhelm
- Willheim
- Willner
- Wiltschek
- Windholz
- Windt
- Winkler
- Winter
- Winternitz
- Winterstein
- Wittler
- Wittmann
- Witz
- Wlczek
- Wodak
- Wodička
- Wohl
- Wohryzek
- Wolf
- Wolfenstein
- Wolff
- Wolfner
- Wollner
- Wotitzký
- Wottitzký
- Wotzilka
- Wulkan
- Wurm
- Wurmfeld
- Würzburg
- Wurzel

## Z
- Zaitschek
- Zajíček
- Zappner
- Zdekauer
- Zeckendorf
- Zedekauer
- Zeimer
- Zeiner
- Zeisel
- Zelenka
- Zemanek
- Zemánek
- Zenker
- Zentner
- Ziegler
- Ziemlich
- Ziffer
- Zimmer
- Zimmermann
- Zinner
- Zrzavý
- Zucker
- Zuckermann
- Zunterstein
- Zweig
- Zweigenthal
- Zwicker
- Zwillinger

## Ž
- Žalud